# Vágar
Vágar [ˈvɔːar] auch Vágoy (dänisch Vågø, deutsche Bedeutung: „Buchten(insel)“) ist die drittgrößte Insel der Färöer im Nordatlantik. Hier befindet sich der internationale (und einzige) Flughafen der kleinen Inselnation.

## Die Insel
Der Name der Insel Vágar geht auf die Mehrzahlform des Wortes vágur zurück. Mit diesem Wort wird eine Bucht bezeichnet. Im wörtlichen Sinne bedeutet Vágar deshalb "Buchten". Damit sind die drei Buchten auf der Insel (Sørvágur, Miðvágur und Sandavágur) gemeint.

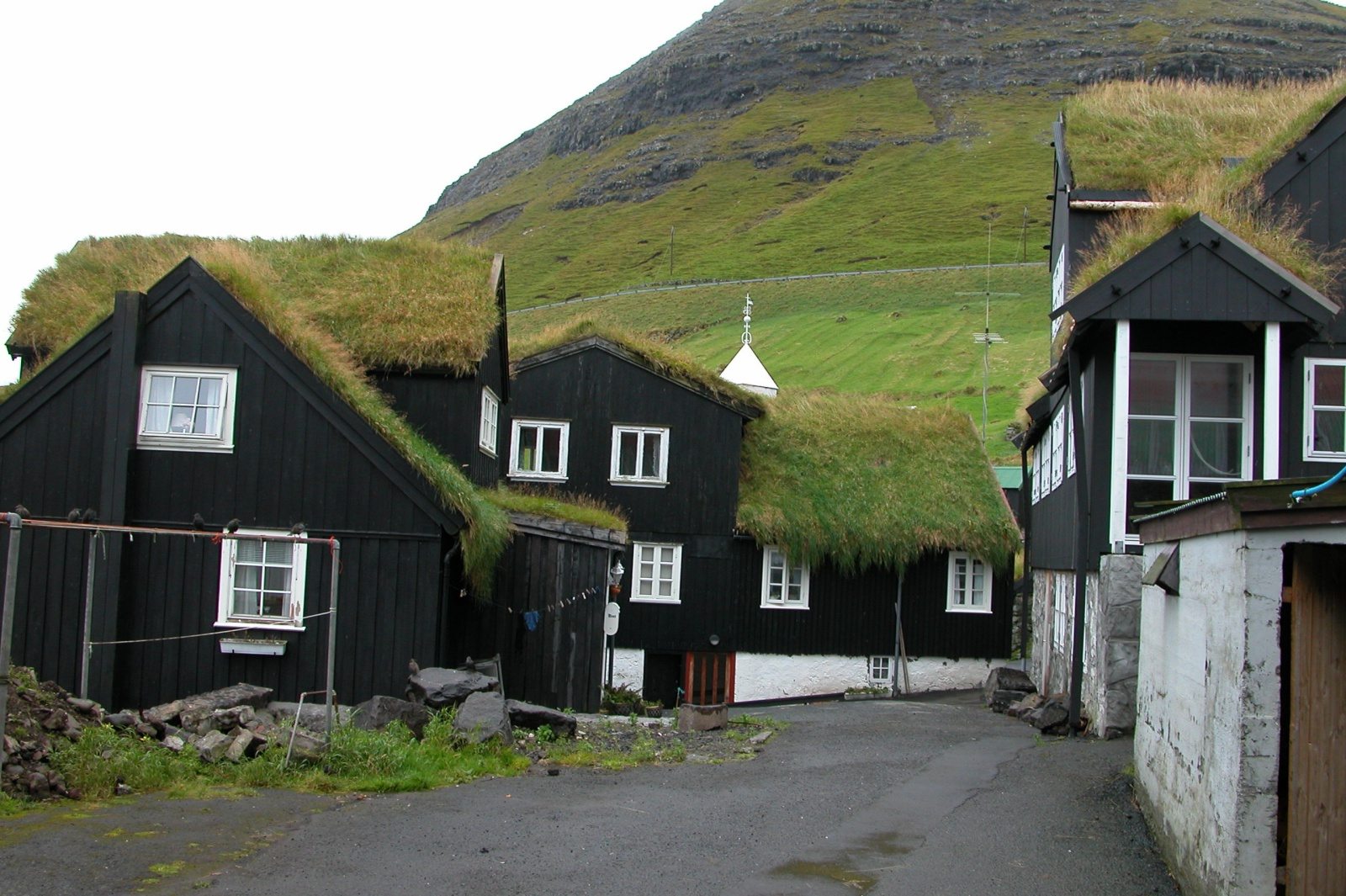
Bøur auf der Insel Vágar

Vágar liegt westlich der Hauptinsel Streymoy und ist mit ihr seit 2002 durch den ca. 4 km langen Vágartunnel verbunden. Dieser Tunnel verkürzt die Reisezeit zwischen dem Flughafen Vágar und der Hauptstadt. Westlich von Vágar befinden sich der Tindhólmur und das 'Vogelparadies', die Insel Mykines. Zusammen bilden sie die Region Vágar, einen der sechs Syssel der Färöer.
Insgesamt 41 Gipfel verteilen sich über die bergige Insel, wobei die beiden höchsten Gipfel sich im Nordwesten befinden: der 715 Meter hohe Eysturtindur und der mit 722 Metern höchste Berg der Insel, der den Namen Árnafjall (Adlerberg) trägt.
Auf Vágar finden sich auch die beiden größten Binnenseen der Färöer: Sørvágsvatn/Leitisvatn und Fjallavatn. Während Letzterer eines der wenigen Naturschutzgebiete der Färöer darstellt, ist Ersterer ein beliebtes Ausflugsziel, wo man alle färöischen Landschaftsformen nah beieinander hat. Berühmt ist die Klippe Trælanípa, von der angeblich nicht mehr arbeitsfähige Sklaven ins Meer gestürzt wurden.
Ebenfalls befinden sich auf der Insel einige der bekanntesten Wasserfälle der Färöer, darunter der Bøsdalafossur im Süden, der Múlafossur bei Gásadalur im Westen und der Reipsáfossur im Norden.
Durch archäologische Funde wie den Sandavágsstein konnte nachgewiesen werden, dass Vágar schon zur Wikingerzeit auf den Färöern besiedelt war. Sørvágur, Miðvágur und Sandavágur können so auf eine 1000-jährige Geschichte zurückblicken. Jedes Frühjahr am 1. März traf sich in Miðvágur das regionale Várting (Frühjahrs-Thing).
Der jüngste Ort auf der Insel ist Vatnsoyrar, der einzige Ort der Färöer, der nicht am Meer liegt. Als die Färöer im Zweiten Weltkrieg von Großbritannien besetzt waren, hatten sie wegen der Flughafennähe hier ihr größtes Truppenkontingent. Vágar war damals eine Sicherheitszone, und wer die Insel betreten wollte, brauchte einen Sonderausweis. Der Kontakt zwischen den Einheimischen und den Soldaten wird als herzlich geschildert. Freundschaften und auch Ehen entstanden in jener Zeit.

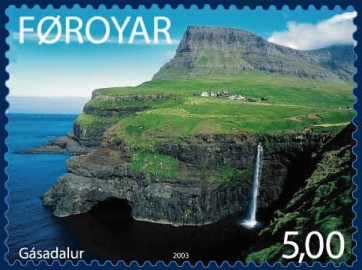
Gásadalur mit dem Wasserfall Múlafossur im Vordergrund und dem Adlerberg Árnafjall im Hintergrund.
Färöische Briefmarke von 2003.

Im Westen der Insel liegen die kleinen Dörfer Bøur und Gásadalur. Gásadalur war bis 2004 eines der isoliertesten Dörfer Europas. Seitdem ist es durch einen Tunnel mit der Außenwelt verbunden. Der Postbote, der bis dahin mehrmals wöchentlich über den schwierigen – und unter Touristen beliebten – Wanderweg von Bøur nach Gásadalur gehen musste, hatte die Ehre, die erste Sprengung für den Tunnel vorzunehmen, und den fertiggestellten Tunnel als erster zu durchschreiten. Gásadalur ist außerdem für seinen Wasserfall Múlafossur am Rande des Ortes bekannt.
Zwei andere isolierte Orte auf Vágar wurden allerdings aufgegeben: Víkar trotz seiner landwirtschaftlich vorteilhaften Bedingungen 1910, und Slættanes, obwohl es als landschaftlich besonders schön gelegen gilt, 1964. Alte Wanderwege bilden ein Netz über die ganze Insel und ermöglichen naturnahe Ausflüge in den heute unbewohnten Nordteil Vágars.

## Bilder von Vágar

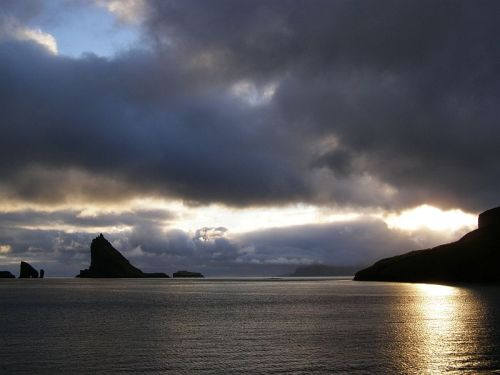
Drangarnir, Tindhólmur und Gáshólmur.
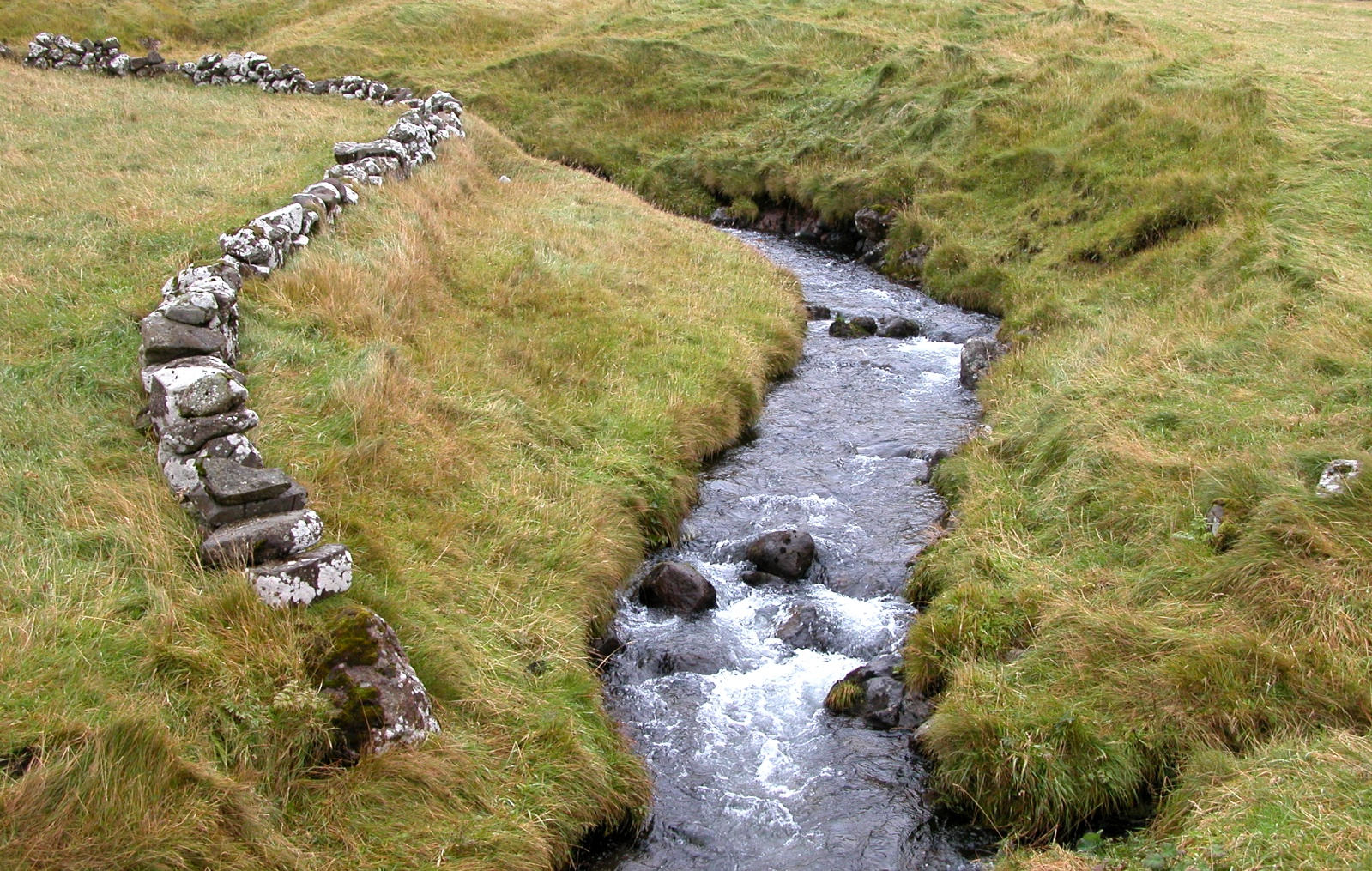
Der Bach Dalsá, der sich bei Gásadalur als Wasserfall in der Atlantik ergießt.
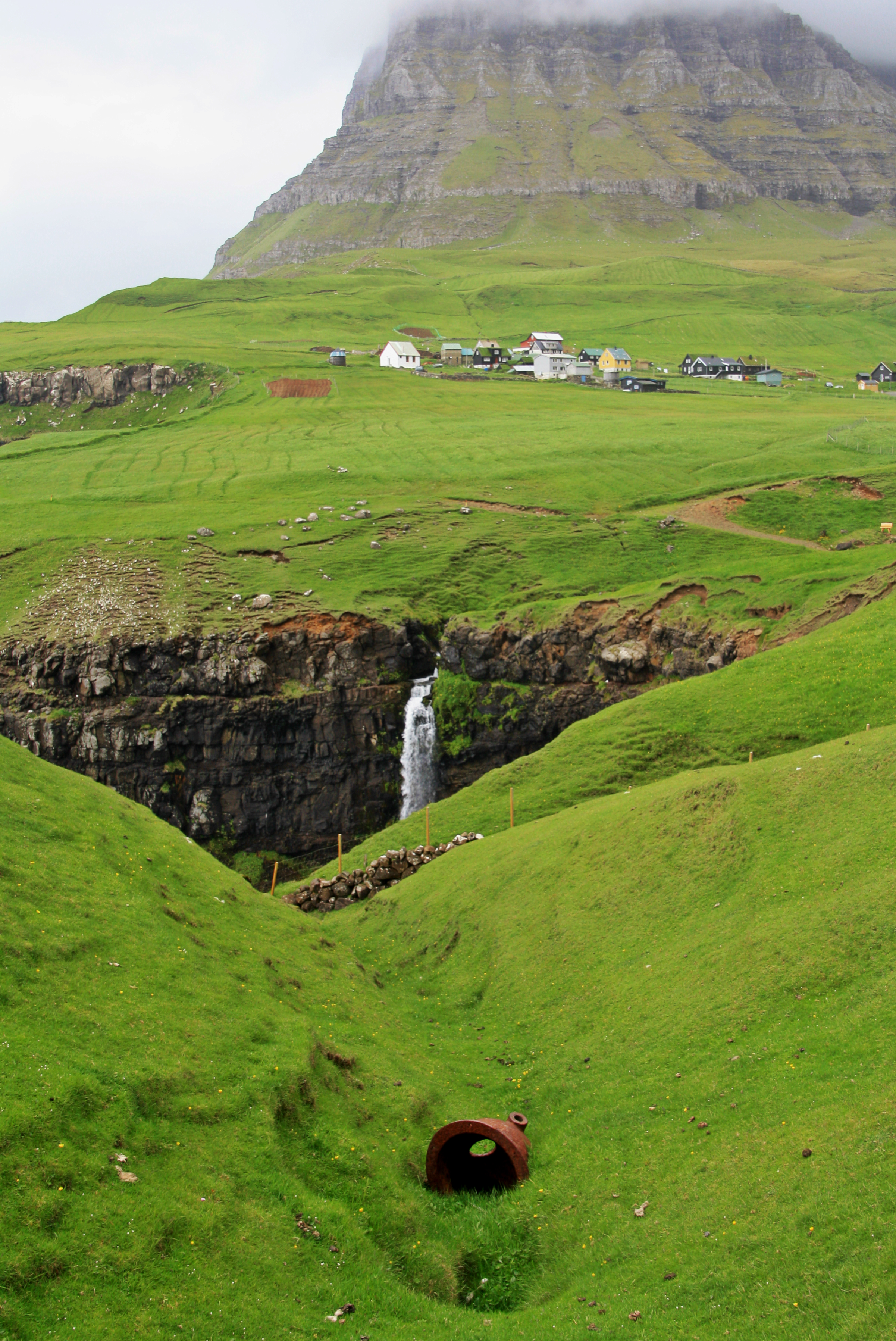
Wasserfall Múlafossur bei Gásadalur mit Árnafjall im Hintergrund.
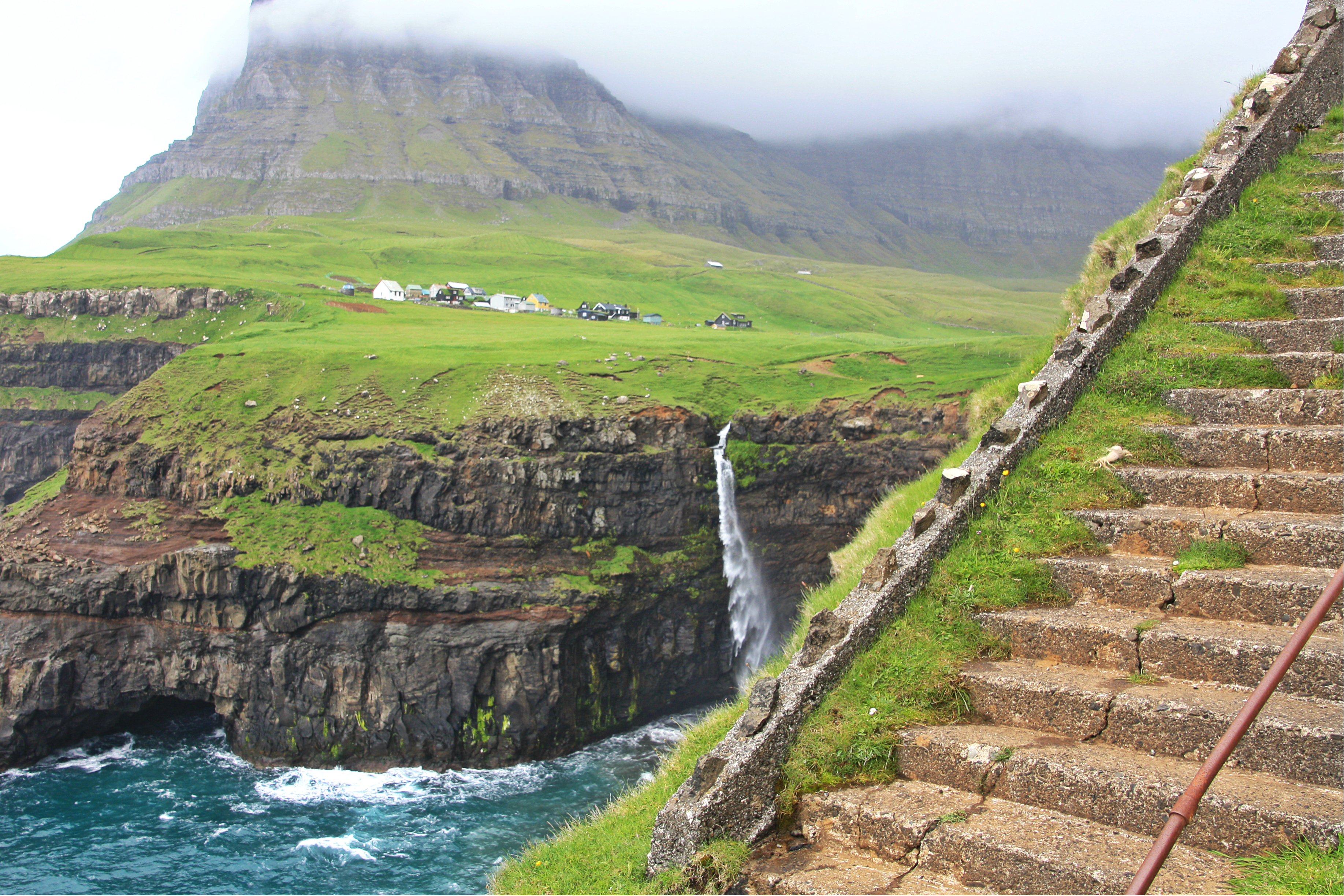
Der Wasserfall als Naturschauspiel ist ein beliebtes Fotomotiv.
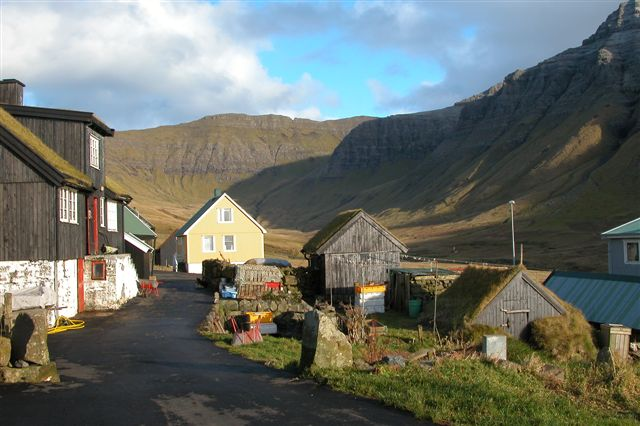
Im Dorf Gásadalur.
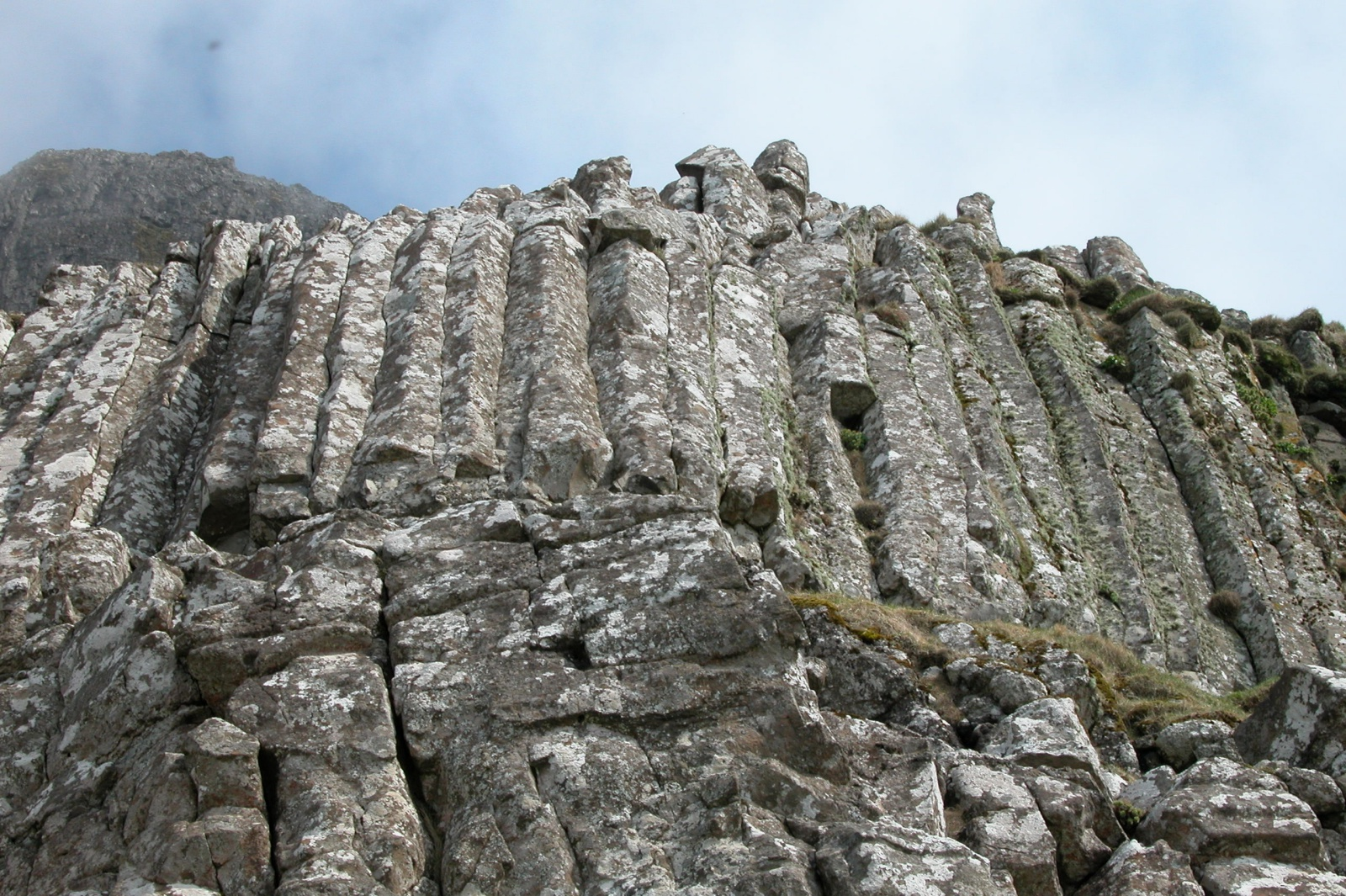
Basaltsäulen bei Gásadalur.
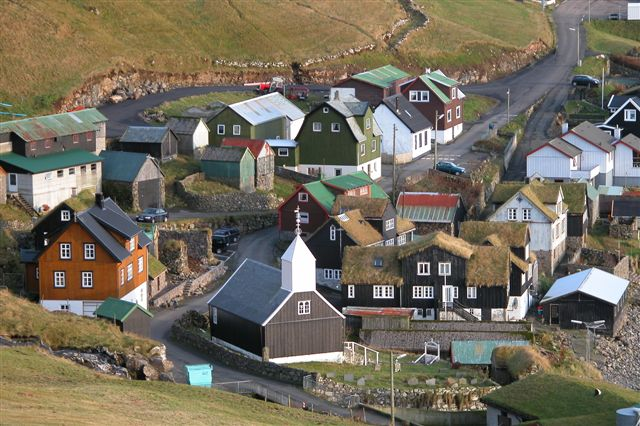
Bøur
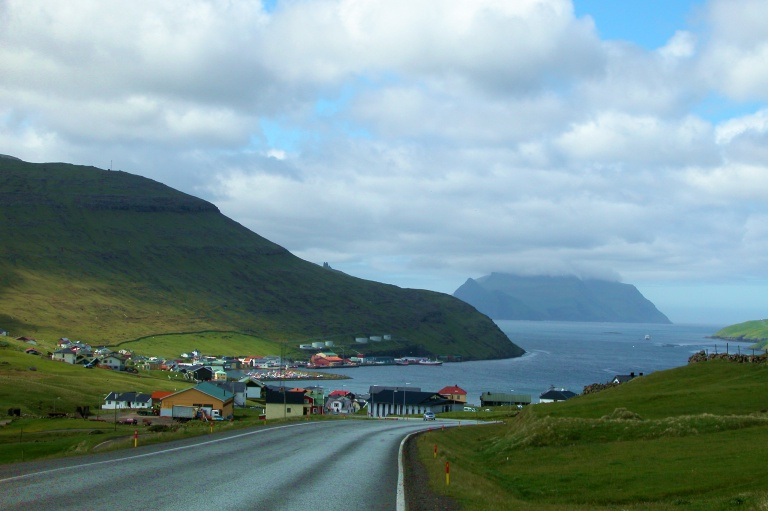
Sørvágur und Mykines
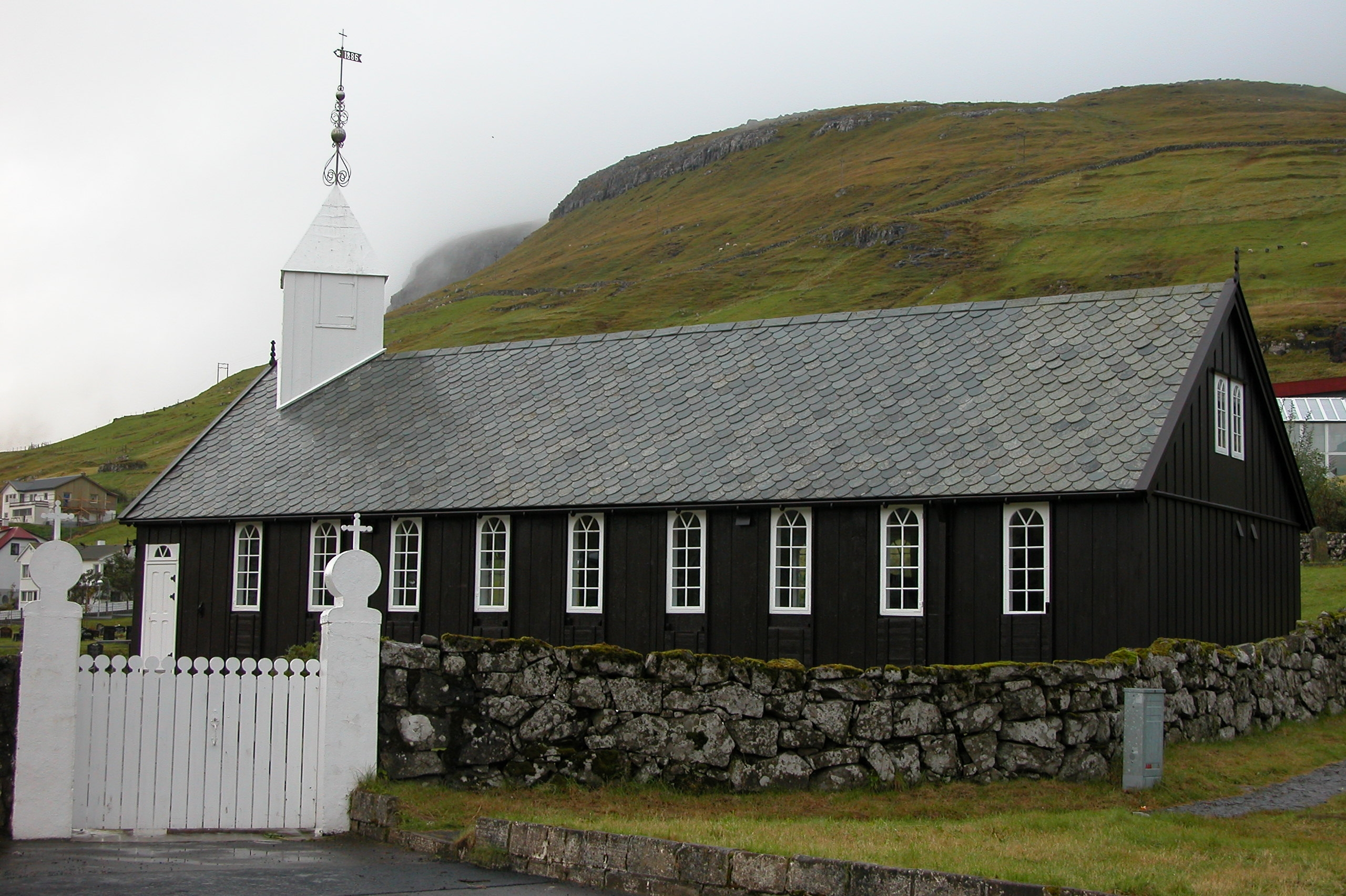
Die Kirche in Sørvágur.
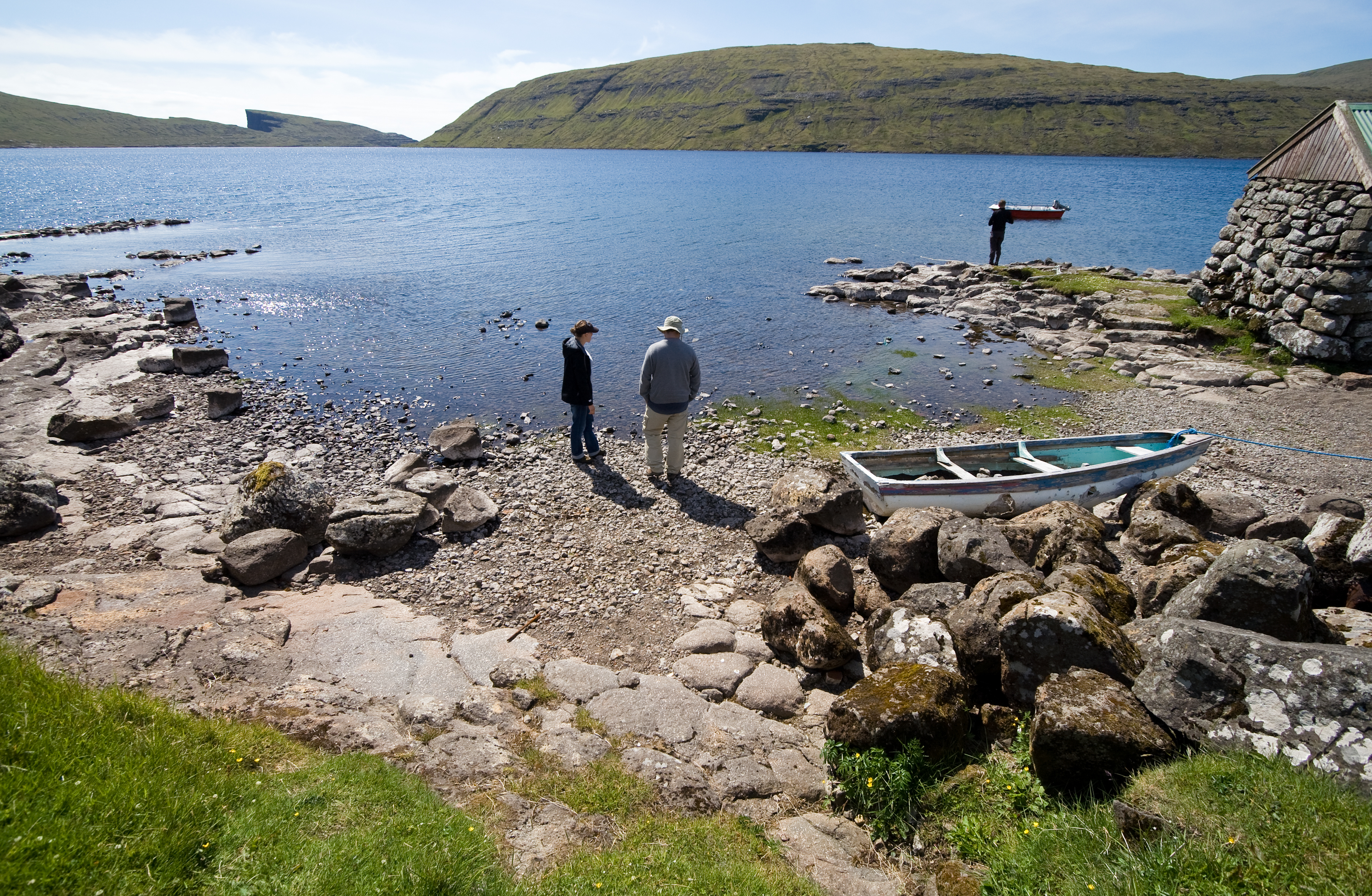
Sørvágsvatn.
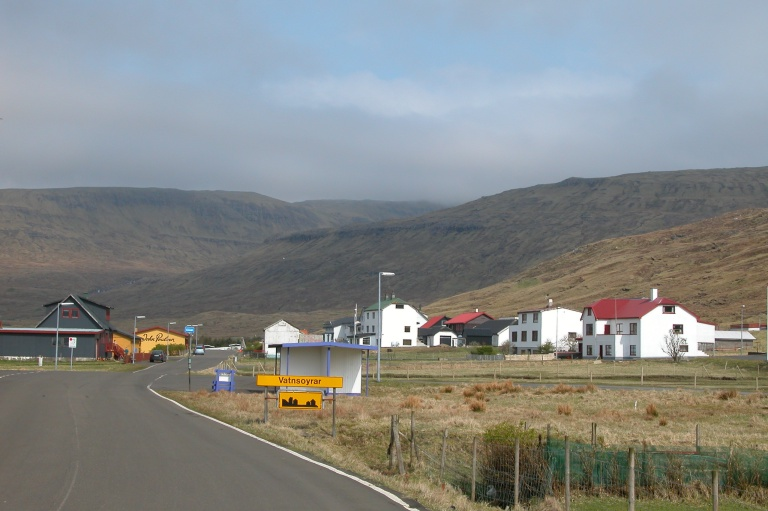
Vatnsoyrar.
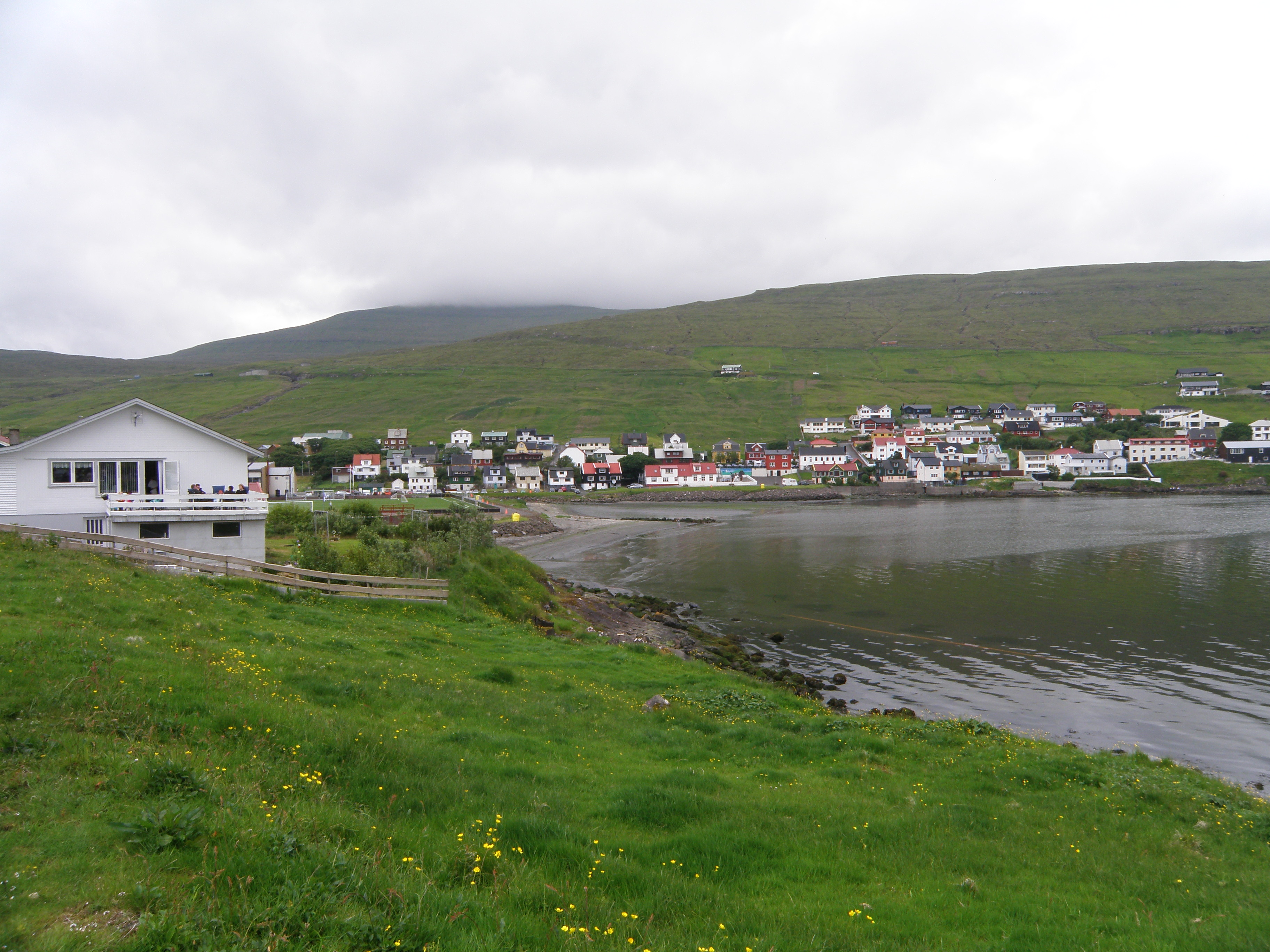
Der Ort Miðvágur.
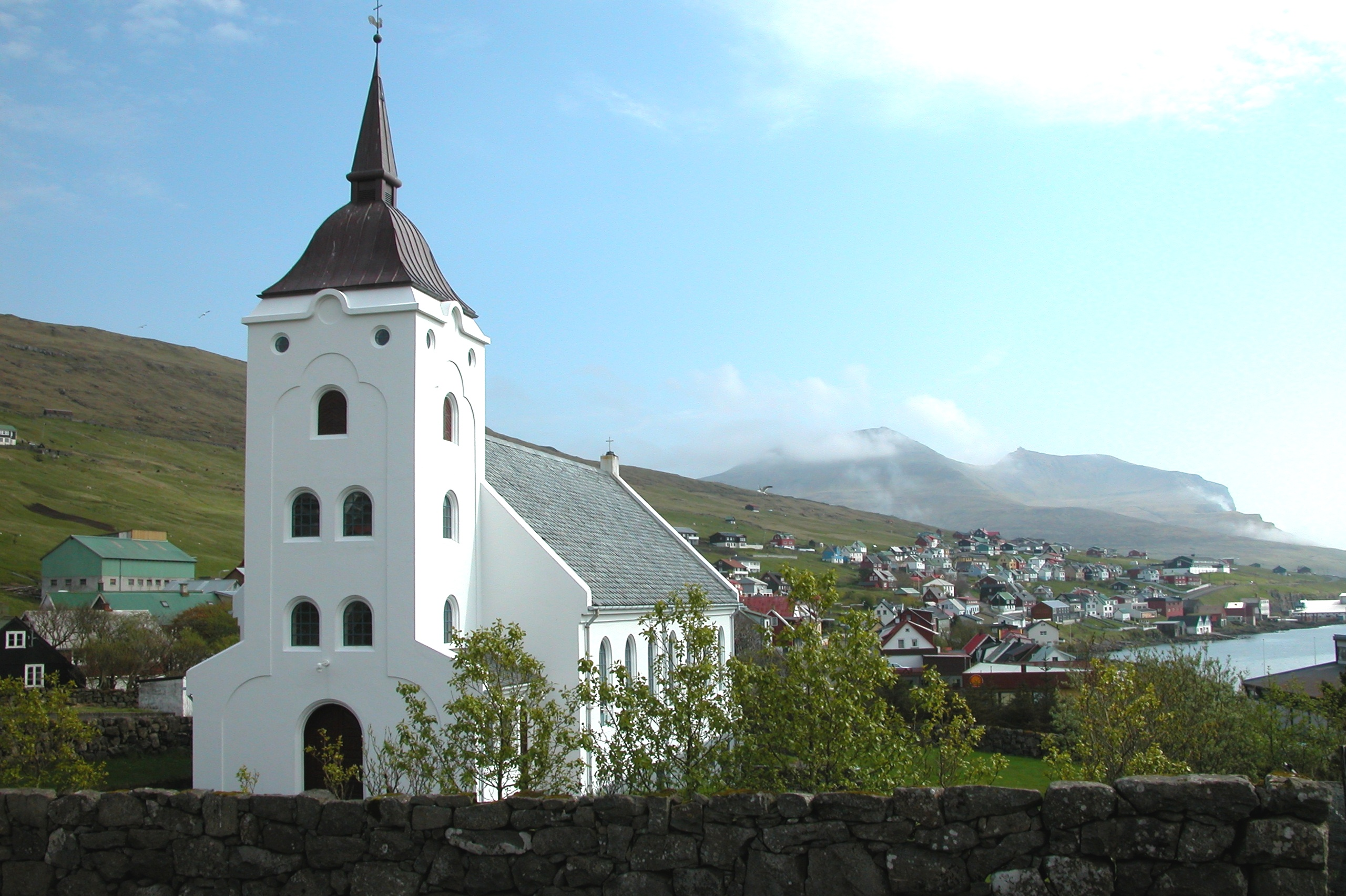
Die Kirche in Miðvágur.
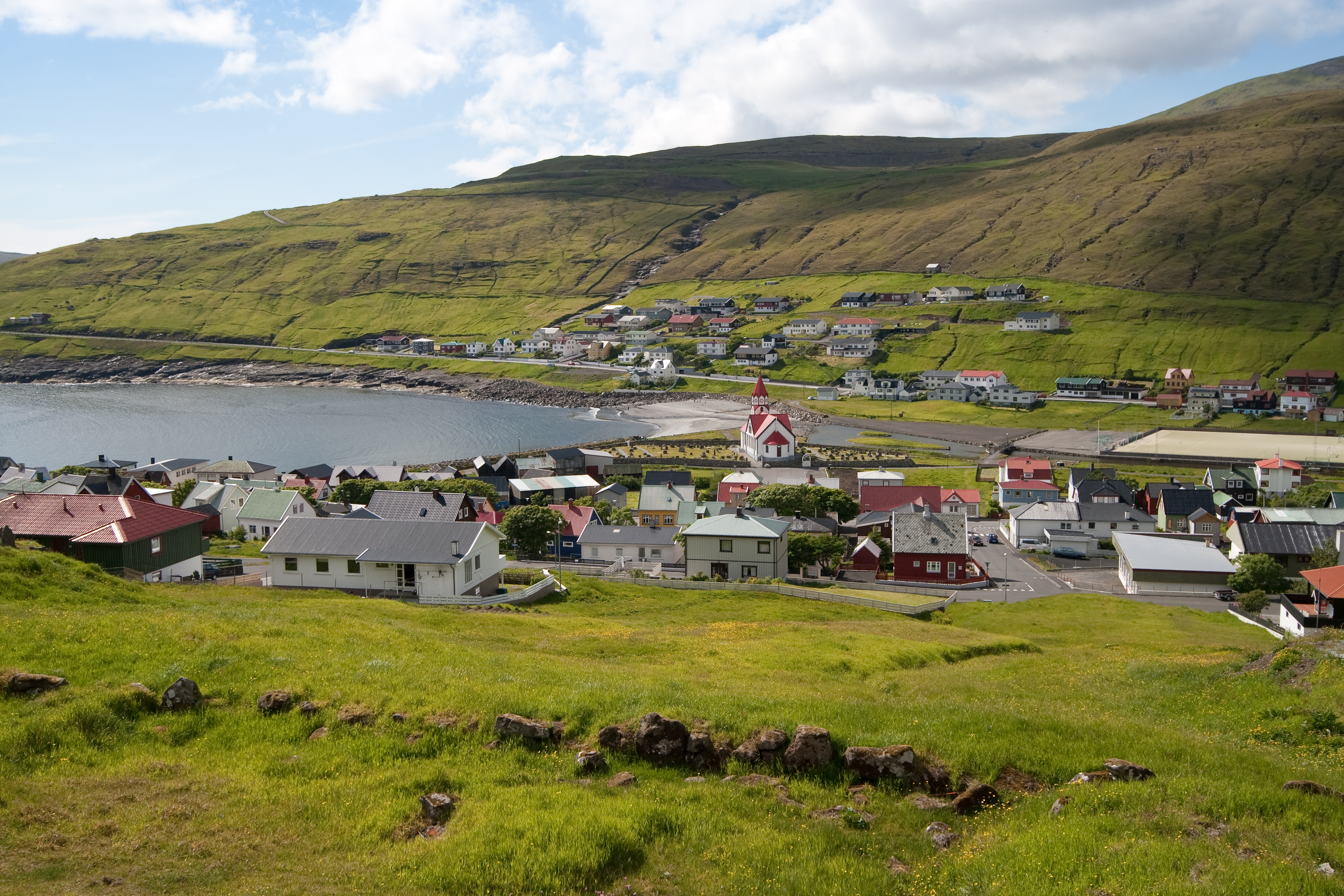
Der Ort Sandavágur.

## Die beiden Gemeinden
Seit Anfang 2009 gibt es noch zwei Kommunen auf der Insel: die Gemeinde Sørvágur (Sørvágs kommuna) im westlichen Teil der Insel einschließlich Bøur, Gásadalur und Mykines sowie die Buchten-Gemeinde Vágar (Vága kommuna) im östlichen Teil der Insel, bestehend aus Miðvágur einschließlich Vatnsoyrar sowie Sandavágur, wo sich auch der Sitz der Gemeindeverwaltung befindet. Miðvágur und Sandavágur waren bis Ende 2008 eigenständige Gemeinden.
Die Buchten-Gemeinde Vágar (Vága kommuna) auf der Insel Vágar sollte man jedoch nicht mit der Bucht-Gemeinde Vágur (Vágs kommuna) auf der Insel Suðuroy verwechseln.

Die Gemeinde Sørvágur (Sørvágs kommuna) im Westen der Insel.
Die Buchten-Gemeinde (Vága kommuna) im Osten der Insel.
Lage des Syssels Vágar auf den Färöern